# Dorfkirche Seitenroda

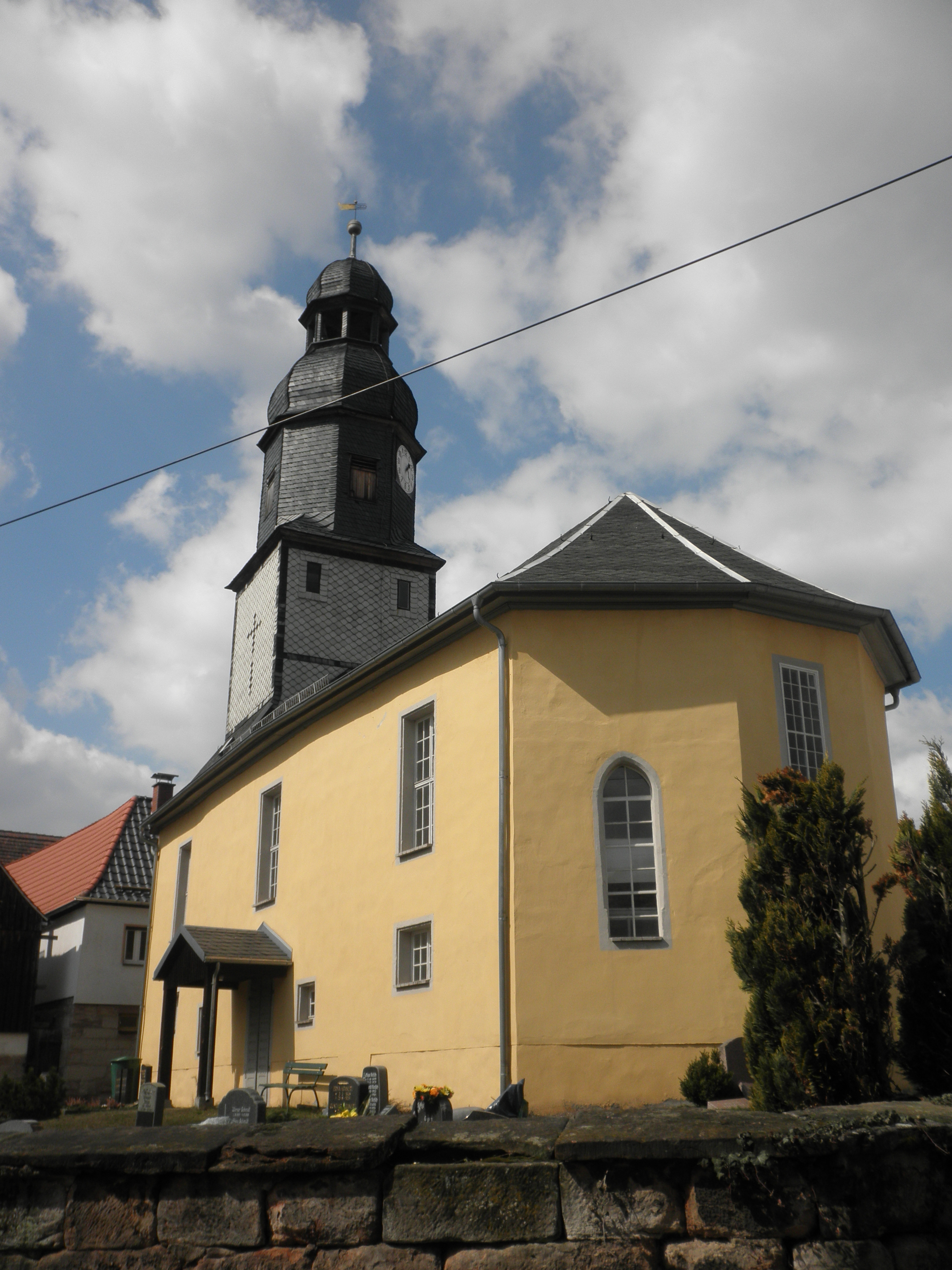
Die Kirche

Die Dorfkirche Seitenroda steht im gleichnamigen Dorf nahe der Stadt Kahla im Saale-Holzland-Kreis in Thüringen. Sie gehört zum Pfarrbereich Trockenborn im Kirchenkreis Eisenberg der Evangelischen Kirche in Mitteldeutschland.
Die Kirche liegt im Schatten der Leuchtenburg östlich in Richtung Stadtroda im Ort Seitenroda. 
Ein genaues Baujahr ist nicht bekannt. Fest steht, dass die Kirche oft umgebaut worden ist. Ihre Schlichtheit ist auch im Inneren zu sehen.
An der Nord- und Ostseite befinden sich Spitzbogenfenster aus dem 16. und 17. Jahrhundert sowie die Emporen im Kirchenschiff.
Die Orgel ist 1838/39 von Friedrich Menger aus Paulinzella erbaut worden.
Die Emporen und Fenster sind denen der Burgkapelle der Leuchtenburg gleich. Hier spiegelt sich vermutlich der Einfluss der Pfarrer wider, denn diese waren damals zugleich auch Pfarrer der Leuchtenburg.